# Mùa hè yêu dấu của chúng ta
Mùa hè yêu dấu của chúng ta (tiếng Hàn: 그 해 우리는; Romaja: Geu Hae Urineun; dịch nghĩa đen: "Năm đó chúng ta đã") là một bộ phim truyền hình hài lãng mạn của Hàn Quốc. Được quảng bá là "phim gốc đầu tiên của Studio N", phim được đạo diễn bởi Kim Yoon-jin và được viết kịch bản bởi Lee Na-eun, với sự tham gia của Choi Woo-shik, Kim Da-mi, Kim Sung-cheol và Roh Jeong-eui. Bộ phim xoay quanh câu chuyện dành cho tuổi thành niên về một cặp đôi đã chia tay nhưng buộc phải gặp lại nhau sau khi một bộ phim tài liệu mà họ đã từng quay ở trường trung học được lan truyền. Phim được phát sóng trên kênh truyền hình SBS từ ngày 6 tháng 12 năm 2021, thứ hai và thứ ba hàng tuần lúc 22:00 (KST), đồng thời được phát trực tuyến thông qua nền tảng Netflix.

## Nội dung
Một bộ phim hài lãng mạn dành cho tuổi thành niên xoay quanh Choi Woong (Choi Woo-shik) và Kook Yeon-soo (Kim Da-mi), hai người yêu cũ từng chia tay với lời hứa không bao giờ gặp lại. Thật may mắn khi bộ phim tài liệu mà họ quay cách đây 10 năm ở trường cấp ba bỗng nổi đình đám và buộc cả hai phải gặp lại nhau bởi người bạn chung thời cấp ba của họ là cũng là một đạo diễn phim tài liệu. Bộ phim mô tả những cảm xúc phức tạp và quá trình trưởng thành của họ.

## Diễn viên

### Vai chính
- Choi Woo-shik vai Choi Woong, 29 tuổi

Một họa sĩ vẽ tranh minh họa cho các toà nhà, theo chủ nghĩa tự do với bút danh "Go-oh".
- Kim Da-mi vai Kook Yeon-soo, 29 tuổi

Một chuyên gia quan hệ công chúng, theo chủ nghĩa hiện thực. Cô là một người phụ nữ độc lập và là kiểu người không muốn làm phiền người khác chỉ vì cảm xúc của mình.
- Kim Sung-cheol vai Kim Ji-woong, 29 tuổi

Đạo diễn phim tài liệu phụ trách sản xuất phim tài liệu cho Choi Woong và Kook Yeon-soo. Ji Woong là bạn thân nhất của Choi Woong.
- Roh Jeong-eui vai NJ, 25 tuổi

Nữ thần tượng hàng đầu, không bao giờ bở lỡ vị trí đầu tiên - người đã kết bạn và thầm thích Choi Woong.

### Vai phụ

#### Những người xung quanh Choi Woong
- Park Won-sang vai Choi Ho, 56 tuổi

Bố của Choi Woong.
- Seo Jeong-yeon vai Lee Yeon-ok, 53 tuổi

Mẹ của Choi Woong.
- Ahn Dong-goo vai Ga Eun-ho, 27 tuổi

Quản lý của Choi Woong.
- Jung Kang-hee vai Chang-sik

Chủ cửa tiệm kim khí và là người bạn hàng xóm của bố Choi Woong.

#### Những người xung quanh Kook Yeon-soo
- Park Jin-joo vai Lee Sol-Yi, 30 tuổi

Bạn thân nhất của Kook Yeon-soo.
- Cha Mi-kyung vai Kang Ja-kyung, 75 tuổi

Bà của Kook Yeon-soo.
- Yoon Sang-jeong vai Ji Ye-in

Cấp dưới của chuyên gia quan hệ công chúng Kook Yeon-soo và là nhân viên của Phòng Kế hoạch. Cô chân thành tôn trọng Kook Yeon-soo và là người hiểu biết và hóm hỉnh. Mặc dù trông có vẻ luộm thuộm nhưng cô luôn mang niềm vui tới mọi người.
- Park Yeon-woo vai Kim Myung-ho

Một nhân viên Phòng Kế hoạch của RUN, đồng nghiệp của Yeon-soo.

#### Những người xung quanh Kim Ji-woong
- Jo Bok-rae vai Park Dong-il, 39 tuổi

Trưởng nhóm sản xuất phim tài liệu, tiền bối của Ji-woong.
- Jeon Hye-won vai Jeong Chae-ran, 27 tuổi

Đạo diễn cấp dưới của Kim Ji-woong và là cấp dưới, đồng nghiệp thân thiết nhất của anh.
- Lee Seung-woo vai Lim Tae-hoon, 27 tuổi

Một đạo diễn phim vừa gia nhập đài truyền hình. Anh là đàn em của Kim Ji-woong và là một người nhiệt tình luôn cố gắng giúp đỡ Ji-woong, người quay bộ phim tài liệu gây sốt cho Choi Woong và Kook Yeon-soo.
- Lee Seon-hee vai Lee Min-kyung

Biên kịch phim tài liệu vừa tham gia nhóm của Ji-woong.

#### Những người xung quanh NJ
- Park Do-wook vai Chi-seong, 33 tuổi

Quản lý của NJ.
- Ahn Soo-bin vai Ahn Miyeon, 31 tuổi

Nhà tạo mẫu của NJ

#### Những người điều hành công ty RUN
- Heo Jun-seok vai Bang Yi-hoon, 40 tuổi

Giám đốc của RUN.
- Park Yeon-woo vai Kim Myung-ho, 28 tuổi

Nhân viên Phòng Kế hoạch.
- Yoon Sang-jung vai Ji Ye-in, 27 tuổi

Nhân viên Phòng Kế hoạch.
- Cha Seung-yeop vai Kang Ji-woon, 26 tuổi

Thực tập sinh Phòng Kế hoạch.

#### Khác
- Park Mi-hyun vai mẹ của Kim Ji-woong

### Khách mời đặc biệt
- Lee Joon-hyuk vai Jang Do-yoon, một trong những khách hàng của Kook Yeon-soo.[18]
- Kwak Dong-yeon vai họa sĩ Nu-ah.[19]
- Kang Ki-doong vai Jin-seop, người yêu cũ của Lee Sol-yi.[20]

## Sản xuất
Bộ phim đánh dấu màn tái hợp của Choi Woo-shik và Kim Da-mi, đây là lần thứ hai họ tham gia diễn chung với nhau sau bộ phim điện ảnh The Witch: Part 1. The Subversion khởi chiếu năm 2018. Đây cũng là bộ phim truyền hình gốc đầu tiên do Studio N sản xuất.

### Tuyển diễn viên
Vào ngày 17 tháng 3 năm 2021, Choi Woo-shik và Kim Da-mi xác nhận tham gia bộ phim. Những vai diễn còn lại trong bộ phim được xác nhận vào ngày 8 tháng 7 năm 2021.

### Quay phim
Bộ phim bắt đầu quay vào ngày 28 tháng 7 năm 2021 và đóng máy vào ngày 30 tháng 12 năm 2021.

## Phát hành
Mùa hè yêu dấu của chúng ta được công chiếu trên SBS TV vào ngày 6 tháng 12 năm 2021 và phát sóng vào thứ Hai và thứ Ba lúc 22:00 (KST). Bộ phim cũng có sẵn trên nền tảng xem phim trực tuyến Netflix.

## Chuyển thể
Một bộ truyện tranh mạng (webtoon) dựa trên nội dung phim đang được sản xuất. Bộ truyện này là phần tiền truyện mô tả thời học cấp ba của hai nhân vật chính của bộ phim (Choi Woong và Kook Yeon-soo) và dự kiến phát hành trên Naver Webtoon vào năm 2021.

## Nhạc phim

### Phần 1
| Phát hành 7 tháng 12 năm 2021 | Phát hành 7 tháng 12 năm 2021 | Phát hành 7 tháng 12 năm 2021 | Phát hành 7 tháng 12 năm 2021 | Phát hành 7 tháng 12 năm 2021 | Phát hành 7 tháng 12 năm 2021 |
| STT                           | Nhan đề                       | Phổ lời                       | Phổ nhạc                      | Ca sĩ                         | Thời lượng                    |
| ----------------------------- | ----------------------------- | ----------------------------- | ----------------------------- | ----------------------------- | ----------------------------- |
| 1.                            | "Drawer" (서랍)               | Nam Hyeseung, Janet Suhh      | Nam Hyeseung, Jeon Jonghyuk   | 10cm                          | 3:58                          |
| 2.                            | "Drawer" (Inst.)              |                               |                               |                               | 3:58                          |

### Phần 2
| Phát hành 13 tháng 12 năm 2021 | Phát hành 13 tháng 12 năm 2021         | Phát hành 13 tháng 12 năm 2021 | Phát hành 13 tháng 12 năm 2021 | Phát hành 13 tháng 12 năm 2021 | Phát hành 13 tháng 12 năm 2021 |
| STT                            | Nhan đề                                | Phổ lời                        | Phổ nhạc                       | Ca sĩ                          | Thời lượng                     |
| ------------------------------ | -------------------------------------- | ------------------------------ | ------------------------------ | ------------------------------ | ------------------------------ |
| 1.                             | "Maybe If" (우리가 헤어져야 했던 이유) | Nam Hyeseung, Kim Kyunghee     | Nam Hyeseung, Kim Kyunghee     | BIBI                           | 3:30                           |
| 2.                             | "Maybe If" (Inst.)                     |                                |                                |                                | 3:30                           |

### Phần 3
| Phát hành 14 tháng 12 năm 2021 | Phát hành 14 tháng 12 năm 2021 | Phát hành 14 tháng 12 năm 2021 | Phát hành 14 tháng 12 năm 2021 | Phát hành 14 tháng 12 năm 2021 | Phát hành 14 tháng 12 năm 2021 |
| STT                            | Nhan đề                        | Phổ lời                        | Phổ nhạc                       | Ca sĩ                          | Thời lượng                     |
| ------------------------------ | ------------------------------ | ------------------------------ | ------------------------------ | ------------------------------ | ------------------------------ |
| 1.                             | "Squabble" (티격태격)          | Nam Hyeseung, Park Jinho       | Nam Hyeseung, Park Jinho       | Ha Sung-woon                   | 3:25                           |
| 2.                             | "Squabble" (Inst.)             |                                |                                |                                | 3:25                           |

### Phần 4
| Phát hành 21 tháng 12 năm 2021 | Phát hành 21 tháng 12 năm 2021 | Phát hành 21 tháng 12 năm 2021 | Phát hành 21 tháng 12 năm 2021 | Phát hành 21 tháng 12 năm 2021 | Phát hành 21 tháng 12 năm 2021 |
| STT                            | Nhan đề                        | Phổ lời                        | Phổ nhạc                       | Ca sĩ                          | Thời lượng                     |
| ------------------------------ | ------------------------------ | ------------------------------ | ------------------------------ | ------------------------------ | ------------------------------ |
| 1.                             | "There For You" (이별후회)     | Nam Hyeseung, Kim Kyunghee     | Nam Hyeseung, Kim Kyunghee     | Kim Na-young                   | 3:40                           |
| 2.                             | "There For You" (Inst.)        |                                |                                |                                | 3:40                           |

### Phần 5
| Phát hành 24 tháng 12 năm 2021 | Phát hành 24 tháng 12 năm 2021 | Phát hành 24 tháng 12 năm 2021 | Phát hành 24 tháng 12 năm 2021 | Phát hành 24 tháng 12 năm 2021 | Phát hành 24 tháng 12 năm 2021 |
| STT                            | Nhan đề                        | Phổ lời                        | Phổ nhạc                       | Ca sĩ                          | Thời lượng                     |
| ------------------------------ | ------------------------------ | ------------------------------ | ------------------------------ | ------------------------------ | ------------------------------ |
| 1.                             | "Christmas Tree"               | Nam Hyeseung, Kim Kyunghee     | Nam Hyeseung, Kim Kyunghee     | V (BTS)                        | 3:30                           |
| 2.                             | "Christmas Tree" (Inst.)       |                                |                                |                                | 3:30                           |

### Phần 6
| Phát hành 28 tháng 12 năm 2021 | Phát hành 28 tháng 12 năm 2021 | Phát hành 28 tháng 12 năm 2021 | Phát hành 28 tháng 12 năm 2021 | Phát hành 28 tháng 12 năm 2021 | Phát hành 28 tháng 12 năm 2021 |
| STT                            | Nhan đề                        | Phổ lời                        | Phổ nhạc                       | Ca sĩ                          | Thời lượng                     |
| ------------------------------ | ------------------------------ | ------------------------------ | ------------------------------ | ------------------------------ | ------------------------------ |
| 1.                             | "Home" (집)                    | Nam Hyeseung, Kim Kyunghee     | Nam Hyeseung, Kim Kyunghee     | Janet Suhh                     | 3:52                           |
| 2.                             | "Why"                          | Nam Hyeseung, Kim Kyunghee     | Nam Hyeseung, Kim Kyunghee     | Janet Suhh                     | 3:39                           |
| 3.                             | "Home" (Inst.)                 |                                |                                |                                | 3:52                           |
| 4.                             | "Why" (Inst.)                  |                                |                                |                                | 3:39                           |

### Phần 7
| Phát hành 4 tháng 1 năm 2022 | Phát hành 4 tháng 1 năm 2022 | Phát hành 4 tháng 1 năm 2022 | Phát hành 4 tháng 1 năm 2022 | Phát hành 4 tháng 1 năm 2022 | Phát hành 4 tháng 1 năm 2022 |
| STT                          | Nhan đề                      | Phổ lời                      | Phổ nhạc                     | Ca sĩ                        | Thời lượng                   |
| ---------------------------- | ---------------------------- | ---------------------------- | ---------------------------- | ---------------------------- | ---------------------------- |
| 1.                           | "The Giving Tree" (언덕나무) | Nam Hyeseung, Park Jinho     | Nam Hyeseung, Park Jinho     | Lee Seung-yoon               | 4:11                         |
| 2.                           | "The Giving Tree" (Inst.)    |                              |                              |                              | 4:11                         |

### Phần 8
| Phát hành 10 tháng 1 năm 2022 | Phát hành 10 tháng 1 năm 2022 | Phát hành 10 tháng 1 năm 2022 | Phát hành 10 tháng 1 năm 2022 | Phát hành 10 tháng 1 năm 2022 | Phát hành 10 tháng 1 năm 2022 |
| STT                           | Nhan đề                       | Phổ lời                       | Phổ nhạc                      | Ca sĩ                         | Thời lượng                    |
| ----------------------------- | ----------------------------- | ----------------------------- | ----------------------------- | ----------------------------- | ----------------------------- |
| 1.                            | "Summer Rain" (여름비)        | Nam Hyeseung, Kim Kyunghee    | Nam Hyeseung, Kim Kyunghee    | Sam Kim                       | 3:21                          |
| 2.                            | "Summer Rain" (Inst.)         |                               |                               |                               | 3:21                          |

### Phần 9
| Phát hành 11 tháng 1 năm 2022 | Phát hành 11 tháng 1 năm 2022 | Phát hành 11 tháng 1 năm 2022 | Phát hành 11 tháng 1 năm 2022 | Phát hành 11 tháng 1 năm 2022 | Phát hành 11 tháng 1 năm 2022 |
| STT                           | Nhan đề                       | Phổ lời                       | Phổ nhạc                      | Ca sĩ                         | Thời lượng                    |
| ----------------------------- | ----------------------------- | ----------------------------- | ----------------------------- | ----------------------------- | ----------------------------- |
| 1.                            | "Even Now" (아직도 좋아해)    | Nam Hyeseung, Park Jinho      | Nam Hyeseung, Park Jinho      | Yang Yo-seob (Highlight)      | 4:12                          |
| 2.                            | "Even Now" (Inst.)            |                               |                               |                               | 4:12                          |

### Phần 10
| Phát hành 18 tháng 1 năm 2022 | Phát hành 18 tháng 1 năm 2022             | Phát hành 18 tháng 1 năm 2022 | Phát hành 18 tháng 1 năm 2022 | Phát hành 18 tháng 1 năm 2022 | Phát hành 18 tháng 1 năm 2022 |
| STT                           | Nhan đề                                   | Phổ lời                       | Phổ nhạc                      | Ca sĩ                         | Thời lượng                    |
| ----------------------------- | ----------------------------------------- | ----------------------------- | ----------------------------- | ----------------------------- | ----------------------------- |
| 1.                            | "I Will Make You Happy" (행복하게 해줄게) | Jang Beom-june                | Jang Beom-june                | Jang Beom-june                | 3:17                          |
| 2.                            | "I Will Make You Happy" (Inst.)           |                               |                               |                               | 3:17                          |

### Phần 11
| Phát hành 24 tháng 1 năm 2022 | Phát hành 24 tháng 1 năm 2022                           | Phát hành 24 tháng 1 năm 2022 | Phát hành 24 tháng 1 năm 2022 | Phát hành 24 tháng 1 năm 2022 | Phát hành 24 tháng 1 năm 2022 |
| STT                           | Nhan đề                                                 | Phổ lời                       | Phổ nhạc                      | Ca sĩ                         | Thời lượng                    |
| ----------------------------- | ------------------------------------------------------- | ----------------------------- | ----------------------------- | ----------------------------- | ----------------------------- |
| 1.                            | "Our Beloved Summer"                                    | Kim Kyunghee                  | Nam Hyeseung, Kim Kyunghee    | Kim Kyung-hee                 | 3:13                          |
| 2.                            | "Red String of Fate" (우리가 다시 만날 수 밖에 없는 이) | Kim Kyunghee                  | Nam Hyeseung, Kim Kyunghee    | Kim Kyung-hee                 | 3:17                          |
| 3.                            | "Our Beloved Summer" (Inst.)                            |                               |                               |                               | 3:13                          |
| 4.                            | "Red String of Fate" (Inst.)                            |                               |                               |                               | 3:17                          |

### Vị trí trên bảng xếp hạng
| Tựa đề                                   | Năm  | Vị trí cao nhất | Ghi chú | Nguồn  |
| Tựa đề                                   | Năm  | HQ              | Ghi chú | Nguồn  |
| ---------------------------------------- | ---- | --------------- | ------- | ------ |
| "Drawer" (10cm)                          | 2022 | 23              | Phần 1  | [ 38 ] |
| "Maybe If" (BIBI)                        | 2022 | 21              | Phần 2  | [ 38 ] |
| "Squabble" (Ha Sung-woon)                | 2022 | 159             | Phần 3  | [ 39 ] |
| "There For You" (Kim Na-young)           | 2022 | 30              | Phần 4  | [ 38 ] |
| "Christmas Tree" (V)                     | 2022 | 18              | Phần 5  | [ 38 ] |
| "The Giving Tree" (Lee Seung-yoon)       | 2022 | 24              | Phần 7  | [ 38 ] |
| "Summer Rain" (Sam Kim)                  | 2022 | 37              | Phần 8  | [ 38 ] |
| "Even Now" (Yang Yo-seob)                | 2022 | 94              | Phần 9  | [ 38 ] |
| "I Will Make You Happy" (Jang Beom-june) | 2022 | 98              | Phần 10 | [ 38 ] |

## Tỷ suất người xem
| Mùa | Mùa | Số tập | Số tập | Số tập | Số tập | Số tập | Số tập | Số tập | Số tập | Số tập | Số tập | Số tập | Số tập | Số tập | Số tập | Số tập | Số tập | Trung bình |
| Mùa | Mùa | 1      | 2      | 3      | 4      | 5      | 6      | 7      | 8      | 9      | 10     | 11     | 12     | 13     | 14     | 15     | 16     | Trung bình |
| --- | --- | ------ | ------ | ------ | ------ | ------ | ------ | ------ | ------ | ------ | ------ | ------ | ------ | ------ | ------ | ------ | ------ | ---------- |
|     | 1   | N/A    | N/A    | N/A    | 680    | 759    | 920    | 856    | 1056   | 813    | 941    | 925    | 1181   | 904    | 931    | 901    | 1085   | 919        |

| Tập | Ngày phát sóng    | Tựa đề                                                                          | Tỷ lệ người xem trung bình | Tỷ lệ người xem trung bình |
| Tập | Ngày phát sóng    | Tựa đề                                                                          | Nielsen Hàn Quốc           | Nielsen Hàn Quốc           |
| Tập | Ngày phát sóng    | Tựa đề                                                                          | Toàn quốc                  | Seoul                      |
| --- | ----------------- | ------------------------------------------------------------------------------- | -------------------------- | -------------------------- |
| 1 | 6 tháng 12, 2021  | "Tôi biết mùa hè vừa rồi cậu làm gì" (나는 네가 지난 여름에 한 일을 알고 있다)  | 3,2%                       | 3,4%                       |
| 2 | 7 tháng 12, 2021  | "1792 ngày mùa hè" (1792일의 썸머)                                              | 2,6%                       | —                          |
| 3 | 13 tháng 12, 2021 | "10 điều tôi ghét ở cậu" (내가 널 싫어하는 10가지 이유)                         | 3,1%                       | 3,8%                       |
| 4 | 14 tháng 12, 2021 | "Cô gái, hoặc chàng trai, ta từng thích" (그 시절, 우리가 좋아했던 소녀? 소년?) | 3,3%                       | 3,6%                       |
| 5 | 20 tháng 12, 2021 | "Một bí mật không thể nói ra" (말 할 수 없는 비밀)                              | 3,7%                       | 4,3%                       |
| 6 | 21 tháng 12, 2021 | "Kiêu hãnh và định kiến" (오만과 편견)                                          | 4,0%                       | 4,4%                       |
| 7 | 27 tháng 12, 2021 | "Hãy bắt tôi nếu có thể" (캐치 미 이프 유 캔)                                   | 3,7%                       | 4,0%                       |
| 8 | 28 tháng 12, 2021 | "Trước lúc hoàng hôn" (비포 선 셋)                                              | 4,3%                       | 4,6%                       |
| 9 | 3 tháng 1, 2022   | "Chỉ là bạn bè" (저스트 프렌드)                                                 | 3,6%                       | 3,8%                       |
| 10 | 4 tháng 1, 2022   | "Xin chào, bạn tâm giao của tôi" (안녕, 나의 소울메이트)                        | 4,3%                       | 4,2%                       |
| 11 | 10 tháng 1, 2022  | "Đêm của chúng tôi đẹp hơn ngày của bạn" (우리의 밤은 당신의 낮보다 아름답다)   | 4,2%                       | 4,6%                       |
| 12 | 11 tháng 1, 2022  | "Bắt đầu lại" (비긴 어게인)                                                     | 5,2%                       | 5,5%                       |
| 13 | 17 tháng 1, 2022  | "Love Actually"                                                                 | 4,0%                       | 4,9%                       |
| 14 | 18 tháng 1, 2022  | "Cuộc đời thật đẹp" (인생은 아름다워)                                           | 4,1%                       | 4,6%                       |
| 15 | 24 tháng 1, 2022  | "Ba kẻ ngốc" (세 얼간이)                                                        | 4,2%                       | 4,9%                       |
| 16 | 25 tháng 1, 2022  | "Mùa hè yêu dấu của chúng ta" (그 해 우리는)                                    | 5,3%                       | 5,9%                       |
| Trung bình                                                                                                | Trung bình        | Trung bình                                                                      | 3,9%                       | 4,1%                       |
| - Trong bảng trên, số màu xanh chỉ tỷ suất người xem thấp nhất, số màu đỏ chỉ tỷ suất người xem cao nhất. |                   |                                                                                 |                            |                            |

## Giải thưởng và đề cử
| Năm  | Giải thưởng                           | Hạng mục                                                          | Đề cử cho                   | Kết quả   | Nguồn  |
| ---- | ------------------------------------- | ----------------------------------------------------------------- | --------------------------- | --------- | ------ |
| 2021 | Giải thưởng phim truyền hình SBS      | Giải thưởng của đạo diễn                                          | Choi Woo-shik               | Đoạt giải | [ 42 ] |
| 2021 | Giải thưởng phim truyền hình SBS      | Giải thưởng của đạo diễn                                          | Kim Da-mi                   | Đoạt giải | [ 42 ] |
| 2021 | Giải thưởng phim truyền hình SBS      | Nam diễn viên xuất sắc nhất hạng mục phim ngắn tập (hài/lãng mạn) | Choi Woo-shik               | Đề cử     | [ 43 ] |
| 2021 | Giải thưởng phim truyền hình SBS      | Nữ diễn viên xuất sắc nhất hạng mục phim ngắn tập (hài/lãng mạn)  | Kim Da-mi                   | Đề cử     | [ 43 ] |
| 2021 | Giải thưởng phim truyền hình SBS      | Cặp đôi đẹp nhất                                                  | Choi Woo-shik & Kim Da-mi   | Đề cử     | [ 44 ] |
| 2021 | Giải thưởng phim truyền hình SBS      | Nữ diễn viên mới xuất sắc nhất                                    | Roh Jeong-eui               | Đoạt giải | [ 45 ] |
| 2021 | Giải thưởng phim truyền hình SBS      | Nam diễn viên xuất sắc hạng mục phim ngắn tập (hài/lãng mạn)      | Kim Sung-cheol              | Đề cử     | [ 46 ] |
| 2021 | Giải thưởng phim truyền hình SBS      | Nữ diễn viên xuất sắc hạng mục phim ngắn tập (hài/lãng mạn)       | Park Jin-joo                | Đề cử     | [ 46 ] |
| 2022 | Giải thưởng nghệ thuật Baeksang       | Kịch bản xuất sắc nhất                                            | Lee Na-eun                  | Đề cử     | [ 47 ] |
| 2022 | Giải thưởng Truyền hình Quốc tế Seoul | Giải thưởng của Cơ quan Xúc tiến Công nghiệp Seoul                | Mùa hè yêu dấu của chúng ta | Đoạt giải | [ 48 ] |
| 2022 | Giải thưởng Ngôi sao APAN             | Giải thưởng diễn viên xuất sắc, hạng mục phim ngắn                | Choi Woo-shik               | Đề cử     | [ 49 ] |
| 2022 | Giải thưởng Ngôi sao APAN             | Cặp đôi đẹp nhất                                                  | Choi Woo-shik & Kim Da-mi   | Đề cử     | [ 50 ] |